# Morangles
Morangles is een dorp in Frankrijk. Het ligt op 37,5 km ten noorden van het centrum van Parijs.

## Kaart
De onderstaande kaart toont de ligging van Morangles met de belangrijkste infrastructuur en aangrenzende gemeenten.

## Demografie
Onderstaande figuur toont het verloop van het inwonertal, bron: INSEE-tellingen. 

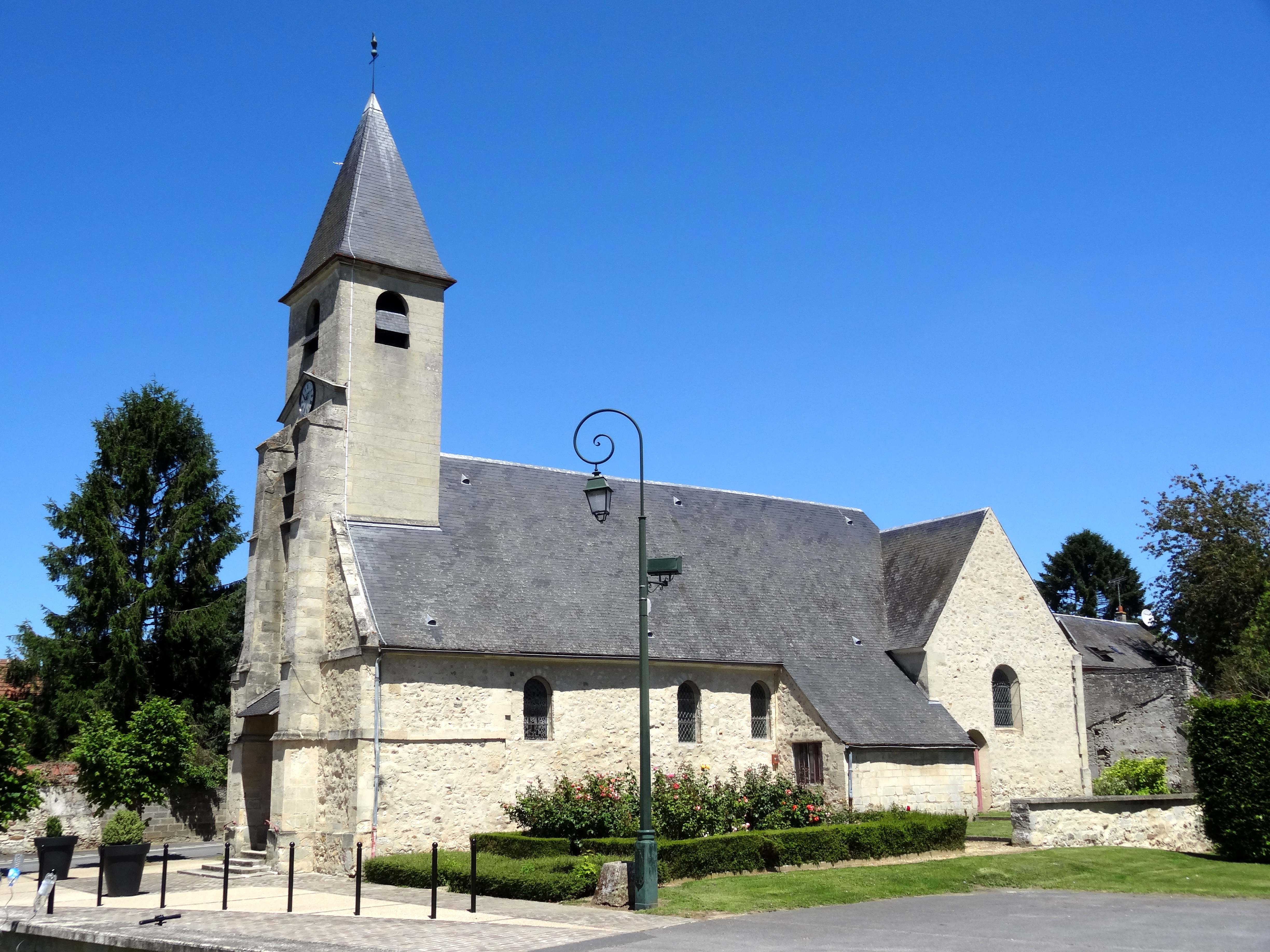
Kerk van Morangles

## Geboren
- Jean Baptiste de Belloy 1709-1808

## Websites
- (fr)  Statistische informatie op de website van INSEE

1. ↑  Populations de référence 2022.